# ГЕС Діабло
ГЕС Діабло — гідроелектростанція у штаті Вашингтон (Сполучені Штати Америки). Знаходячись між ГЕС Росс (вище по течії) та ГЕС Горж, входить до складу каскаду на річці Скагіт, яка дренує західний схил Каскадних гір та впадає до затоки П'юджет-Саунд (пов'язана з Тихим океаном через протоку Хуан-де-Фука).
У межах проекту річку перекрили бетонною арковою греблею висотою 119 метрів, довжиною 360 метрів та товщиною по основі 45 метрів, яка потребувала 268 тис м3 матеріалу. Вона утримує водосховище з площею поверхні 3,7 км2 та об’ємом 111,5 млн м3, в якому припустиме коливання рівня у операційному режимі між позначками 367 та 368,5 метра НРМ.
Зі сховища через правобережний масив прокладено тунель довжиною 0,6 км з діаметром 5,9 метра, який переходить у два напірні водоводи довжиною по 0,1 км з діаметром 4,6 метра. Основне обладнання станції становлять дві турбіни типу Френсіс потужністю по 75,2 МВт, які працюють при напорі у 97,5 метра та забезпечують виробництво 689 млн кВт-год електроенергії на рік.